# Llista de governadors de Guerrero

Escut de Guerrero

Aquesta és la llista dels governadors de Guerrero. Segons la Constitució Política de l'Estat Lliure i Sobirà de Guerrero, l'exercici del Poder Executiu d'aquesta entitat mexicana, es diposita en un sol individu, que es denomina Governador Constitucional de l'Estat Lliure i Sobirà de Guerrero i que és elegit per a un període de 6 anys no reeligibles per cap motiu. Des de l'any de 1945 el període governamental comença el dia 1 d'abril de l'any de l'elecció i acaba el 31 de març després d'haver transcorregut sis anys, residint en la Residència Oficial de Casa Guerrero
L'estat de Guerrero va ser creat en 1849, per la qual cosa sempre s'ha mantingut dins del sistema federal de govern de la República, constituint-se sempre com a Estat Lliure i Sobirà
Els individus que han ocupat la Governatura de l'Estat de Guerrero, han estat els següents:

## Governadors de l'Estat Lliure i Sobirà de Guerrero
| Nom                                                                        | Període         | Partit |
| -------------------------------------------------------------------------- | --------------- | ------ |
| Juan Álvarez                                                               | (1849 - 1850)   |        |
| Juan Álvarez                                                               | (1850)          |        |
| Miguel García                                                              | (1850 - 1851)   |        |
| Juan Álvarez                                                               | (1851 - 1852)   |        |
| Juan Álvarez                                                               | (1852 - 1853)   |        |
| Tomás Moreno                                                               | (1853 - 1854)   |        |
| Ángel Pérez Palacios                                                       | (1854 - 1855)   |        |
| Marcial López Lazcano                                                      | (1855)          |        |
| Tomás Moreno                                                               | (1855 - 1856)   |        |
| Miguel García                                                              | (1856 - 1857)   |        |
| Félix María Aburto Manuel Parra Onofre Arellano José María Pérez Hernández | (1857)          |        |
| Vicente Jiménez                                                            | (1857 - 1861)   |        |
| Mariano Nava                                                               | (1861 - 1862)   |        |
| Anselmo Torija                                                             | (1862)          |        |
| Diego Álvarez                                                              | (1862 - 1869)   |        |
| Francisco O. Arce                                                          | (1869 - 1873)   |        |
| Diego Álvarez                                                              | (1873 - 1876)   |        |
| Vicente Jiménez                                                            | (1876 - 1877)   |        |
| Rafael Cuéllar                                                             | (1877)          |        |
| Rafael Cuéllar                                                             | (1877 - 1881)   |        |
| Diego Álvarez                                                              | (1881 - 1885)   |        |
| Francisco O. Arce                                                          | (1885 - 1889)   |        |
| Francisco O. Arce                                                          | (1889 - 1893)   |        |
| Manuel Parra                                                               | (1893)          |        |
| Mariano Ortiz de Montellano                                                | (1893)          |        |
| Antonio Mercenario                                                         | (1893 - 1894)   |        |
| Antonio Mercenario                                                         | (1894 - 1896)   |        |
| Antonio Mercenario                                                         | (1896 - 1901)   |        |
| Agustín Mora                                                               | (1901 - 1904)   |        |
| Carlos Guevara Alarcón                                                     | (1904)          |        |
| Manuel Guillén                                                             | (1904 - 1907)   |        |
| Silvano Saavedra                                                           | (1907)          |        |
| Damián Flores                                                              | (1907 - 1911)   |        |
| Silvano Saavedra                                                           | (1911)          |        |
| Teófilo Escudero Sánchez                                                   | (1911)          |        |
| Francisco Figueroa Mata                                                    | (1911)          |        |
| José Inocente Lugo                                                         | (1911 - 1913)   |        |
| Manuel Zozaya                                                              | (1913 - 1914)   |        |
| Juan A. Poloney                                                            | (1914)          |        |
| Antonio G. Olea                                                            | (1914)          |        |
| Jesús H. Salgado                                                           | (1914)          |        |
| Julián Blanco                                                              | (1915)          |        |
| Simón Díaz Estrada                                                         | (1915 - 1916)   |        |
| Silvestre G. Mariscal                                                      | (1916 - 1917)   |        |
| Julio Adams Adame                                                          | (1917 - 1918)   |        |
| Francisco Figueroa Mata                                                    | (1918 - 1921)   |        |
| Rodolfo Neri Lacunza                                                       | (1921 - 1925)   |        |
| Urbano Lavin                                                               | (1923 - 1924)   |        |
| Héctor F. López Mena                                                       | (1925 - 1928)   |        |
| Enrique Martínez                                                           | (1928)          |        |
| Adrián Castrejón Castrejón                                                 | (1928 - 1933)   |        |
| Gabriel R. Guevara                                                         | (1933 - 1935)   |        |
| José Inocente Lugo                                                         | (1935 - 1937)   |        |
| Alberto F. Berber                                                          | (1937 - 1941)   |        |
| Carlos F. Carranco Cardoso                                                 | (1941)          |        |
| Gerardo R. Catalán Calvo                                                   | (1941 - 1945)   |        |
| Baltazar R. Leyva Mancilla                                                 | (1945 - 1951)   |        |
| Alejandro Gómez Maganda                                                    | (1951 - 1954)   |        |
| Darío L. Arrieta Mateos                                                    | (1954 - 1957)   |        |
| Raúl Caballero Aburto                                                      | (1957 - 1961)   |        |
| Arturo Martínez Adame                                                      | (1961 - 1963)   |        |
| Raymundo Abarca Alarcón                                                    | (1963 - 1969)   |        |
| Caritino Maldonado Pérez                                                   | (1969 - 1971)   |        |
| Roberto Rodríguez Mercado                                                  | (1971)          |        |
| Israel Nogueda Otero                                                       | (1971 - 1975)   |        |
| Xavier Olea Muñoz                                                          | (1975)          |        |
| Rubén Figueroa Figueroa                                                    | (1975 - 1981)   |        |
| Alejandro Cervantes Delgado                                                | (1981 - 1987)   |        |
| José Francisco Ruiz Massieu                                                | (1987 - 1993)   |        |
| Rubén Figueroa Alcocer                                                     | (1993 - 1996)   |        |
| Ángel Aguirre Rivero - Interino                                            | (1996 - 1999)   |        |
| René Juárez Cisneros                                                       | (1999 - 2005)   |        |
| Zeferino Torreblanca Galindo                                               | (2005 - 2011)   |        |
| Ángel Aguirre Rivero                                                       | (2011 - Actual) |        |